# Безволосник
Безволосник (Atrichum) — рід мохів родини Polytrichaceae.
Вперше цей рід був описаний Палісо де Бовуа.
Рід має космополітичне поширення.

## Види
- Atrichum angustatum
- Atrichum crispum
- Atrichum flavisetum
- Atrichum tenellum
- Atrichum undulatum